# Oratorio di Sant'Andrea Apostolo
Oratorio di Sant'Andrea Apostolo, även benämnt Santi Andrea e Francesco da Paola delle Fratte, var ett oratorium i Rom, helgat åt aposteln Andreas och senare även åt den helige Franciskus av Paola. Oratoriet var beläget vid Via di Sant'Andrea delle Fratte i Rione Colonna.

## Oratoriets historia
Under 1500-talets första hälft var kyrkan Sant'Andrea delle Fratte Skottlands nationskyrka i Rom; aposteln Andreas är Skottlands skyddspatron. Snettemot denna kyrka, vid dagens Via di Sant'Andrea delle Fratte, fanns ett härbärge för skotska pilgrimer. Inom kort uppfördes att oratorium bredvid detta. Påve Gregorius XIII (1572–1585) föreslog att härbärget och oratoriet skulle byggas om till skotskt college. Detta projekt realiserades dock inte och skottarna flyttade till Via delle Quattro Fontane och lät där uppföra den lilla kyrkan Sant'Andrea degli Scozzesi.
År 1618 införskaffades oratoriet av Confraternita del Santissimo Sacramento, Det allraheligaste Sakramentets brödraskap. År 1874 sålde brödraskapet oratoriet till en privatperson, som lät riva det och på platsen uppföra en byggnad för profana ändamål.